# Aleksandr Lapin
Aleksandr Pavlovič Lapin (in russo Александр Павлович Лапин?; Kazan', 1º gennaio 1964) è un generale russo, comandante del Distretto militare di Leningrado dal marzo 2024 e ex capo di stato maggiore delle Forze terrestri russe dal gennaio 2023 al 2024. Nei suoi quarant'anni di servizio, Lapin è stato comandante di un'armata e due distretti militari russi e supervisore delle operazioni militari russe in Siria, diventando in seguito una figura chiave nell'Invasione

## Biografie
Lapin è nato il 1º gennaio 1964 a Kazan', capitale dell'allora RSSA Tatara. Ha studiato presso l'Istituto di Tecnologia Chimica di Kazan'.

### Carriera militare
Nel 1982 è stato arruolato nell'esercito sovietico, venendo assegnato alle forze di difesa aerea del Distretto militare dell'Asia centrale. Nel 1988 si è diplomato alla Scuola superiore di comando carri armati di Kazan'. In seguito ha prestato servizio nelle unità del 26º Corpo d'armata, è stato comandante di un plotone di carri armati, di una compagnia e di un battaglione.
Nel 1997 si è laureato all'Accademia militare delle forze corazzate di Mosca. Successivamente, prestò servizio come comandante di un battaglione di carri armati separato nella 58ª Armata combinata. Successivamente, dal 1999 ha ricoperto il ruolo di capo di stato maggiore, poi comandante del 429º Reggimento fucilieri motorizzato della 19ª Divisione fucilieri motorizzata.
All'inizio degli anni 2000 è stato capo di stato maggiore della 20ª Divisione fucilieri motorizzati delle guardie. Dal 2003 al 2006 ha comandato la 205ª Brigata fucilieri motorizzata per poi, dal 2006 al 2007, passare al comando della 20ª Divisione fucilieri motorizzata delle guardie.
Nel giugno 2014 è stato promosso a tenente generale e nominato primo vice comandante e capo di stato maggiore del Distretto militare orientale.
In precedenza è stato comandante del Distretto militare centrale dal 22 novembre 2017 al 29 ottobre 2022. In seguito è stato promosso al grado di colonnello generale nel 2019. Successivamente, durante l'invasione russa dell'Ucraina del 2022, è stato nominato comandante delle forze dell'esercito russo.
Secondo fonti non ufficiali il generale Lapin sarebbe stato nominato nel marzo 2024 comandante del nuovo complesso di forze russe concentrato a copertura di Belgorod; il Gruppo di forze "Nord", che è impegnato dal 9 maggio 2024 in limitate operazioni offensive sul confine russo-ucraino con l'obiettivo di costituire una fascia di sicurezza a copertura degli insediamenti russi.
Il 15 maggio 2024, Lapin è stato presentato come comandante del Distretto militare di Leningrado di nuova creazione.

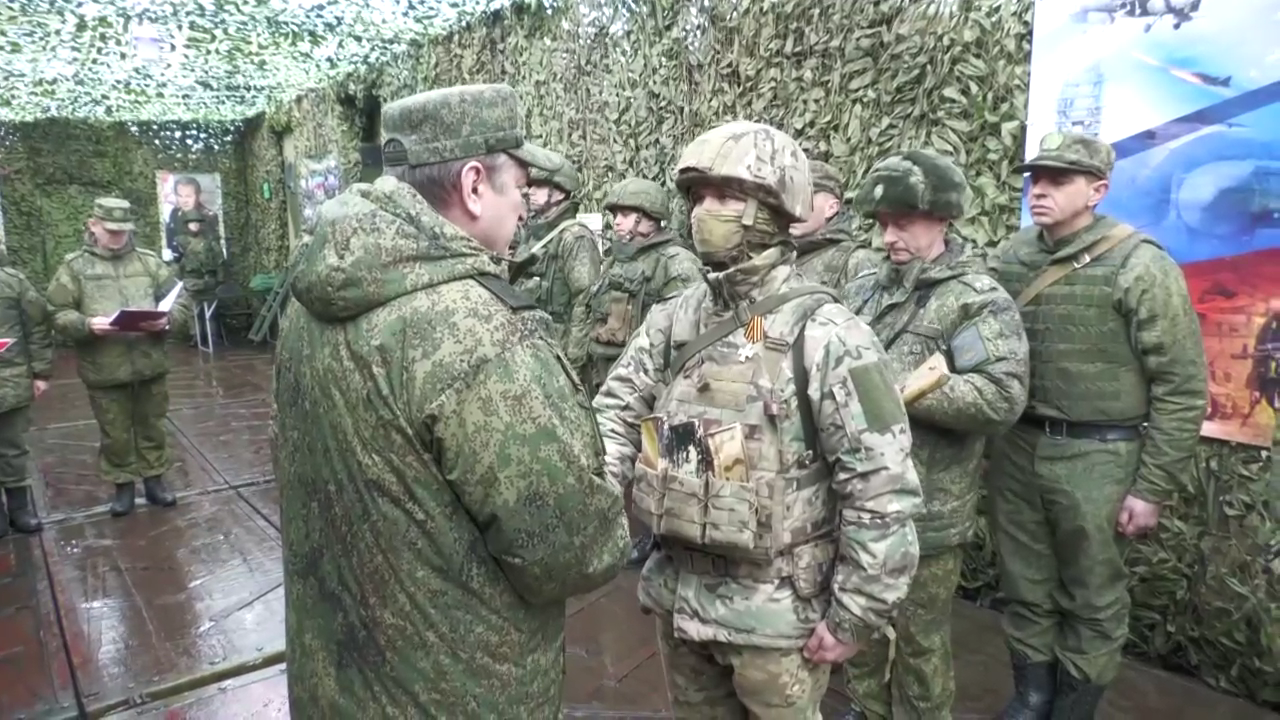
Il generale Lapin decora un milite del Donbass

## Vita privata
È sposato e ha un figlio, identificato dalla BBC Russia come il colonnello Denis Aleksandrovič Lapin, comandante del 1º Reggimento corazzato delle guardie della 2ª Divisione fucilieri motorizzata delle guardie. Denis Lapin sarebbe stato ucciso in Ucraina il 3 maggio 2024, per effetto di un attacco missilistico.

## Sanzioni
Nel 2022 Lapin è stato inserito nell'elenco delle sanzioni del Regno Unito come responsabile del dispiegamento delle truppe russe coinvolte nell'invasione dell'Ucraina.
Nel 2023 l'Unione europea ha imposto sanzioni contro Lapin in quanto capo di stato maggiore delle forze terrestri russe.